# Yolanda (film)
Yolanda is een stomme film uit 1924 onder regie van Robert G. Vignola. De film is gebaseerd op een boek van Charles Major. De film werd in Nederland uitgebracht onder de titel Jolanda.
William Randolph Hearst hoopte met deze film hetzelfde succes als met When Knighthood Was in Flower (1922) te behalen. Hij kocht dure sets en kostuums, met als resultaat dat de film meer kostte dan hij opbracht.

## Verhaal
Charles is een hertog in Frankrijk in de vijftiende eeuw. Hij beloofde zijn dochter, prinses Mary ooit om te mogen trouwen met prins Maximilian of Styria. Als Zweden echter de oorlog verklaart aan Frankrijk, moet Charles zijn woord terugnemen en zijn dochter uithuwen aan de oudste zoon van de koning van Frankrijk. Mary wil dit niet en rent weg in vermomming. Ze neemt de alias Yolanda aan en wordt verliefd op een ridder.

## Rolverdeling
| Acteur           | Personage                 |
| ---------------- | ------------------------- |
| Marion Davies    | Prinses Mary/Yolanda      |
| Lyn Harding      | Karel de Stoute           |
| Holbrook Blinn   | Lodewijk XI van Frankrijk |
| Macklyn Arbuckle | Bishop La Balue           |
| Johnny Dooley    | Oudste zoon van de koning |